# Doñinos de Salamanca
Doñinos de Salamanca és un municipi de la província de Salamanca, a la comunitat autònoma de Castella i Lleó. Limita al Nord i al Sud amb Carrascal de Barregas, al Nord-est amb Villamayor, a l'Est amb Salamanca i a l'Oest amb Galindo y Perahuy i Parada de Arriba.

## Demografia
| 1991 | 1996 | 2001 | 2004 |
| ---- | ---- | ---- | ---- |
| 643  | 684  | 742  | 808  |